# Cephalotes haemorrhoidalis
Cephalotes haemorrhoidalis is een mierensoort uit de onderfamilie van de Myrmicinae. De wetenschappelijke naam van de soort is voor het eerst geldig gepubliceerd in 1802 door Latreille.